# Sphagnum affine
Sphagnum affine ist ein zur Sektion Sphagnum gehörendes Torfmoos und wird in deutschsprachigen Regionen „Verwandtes Torfmoos“, „Benachbartes Torfmoos“ und auch „Kamm-Torfmoos“ genannt.

## Erkennungsmerkmale
Sphagnum affine ist eine Torfmoosart, die Rasen oder niedrige und lockere Hügel formt. Sie ist gewöhnlich etwas kleiner als die weiteren braunen Arten der Sektion Sphagnum (Sphagnum centrale, Sphagnum palustre und Sphagnum papillosum). Die Farbgebung schwankt von grün, gelbbraun bis goldbraun hin zu braun und sogar leicht violett.
Die Stämmchen sind braun und enthalten in der Epidermis bzw. Hyalodermis klar sichtbare, wandstärkende Spiralfasern. Jede Zelle besitzt üblicherweise zwei oder auch mehr Poren. Die Stammblätter besitzen Ausmaße von 1,3–1,9 mm × 0,6–1,2 mm. Die Ästchen verlaufen mehr oder weniger verjüngend und besitzen ebenfalls Spiralfasern. Sie sind in Büscheln zu viert oder fünft organisiert, wovon zwei sprießend abstehen, während 2–3 Äste herabhängende Zweige darstellen. Die Astblätter liegen an den Ästchen meist dachziegelig oder auch abstehend an. Bei Schattenformen ist eine sparrige Anordnung möglich. Sie haben eiförmige bis elliptische Form und wachsen in Größen von 1,5–2 mm × 0,9–1,6 mm. Die Astblättchen besitzen auf ihrer konvexen Oberfläche hyaline Zellen mit elliptischen bis zu eher runden Poren entlang der Anheftung. Die Chlorophyll-Zellen sind gleichschenklig-dreieckig und zeigen im Blattquerschnitt an der Oberseite freiliegende Chlorocyten. Dagegen sind sie auf der konvexen Unterseite gut eingeschlossen und somit nicht sichtbar.

## Vorkommen
Sphagnum affine ist eine beidseitig des Atlantik vorkommende Torfmoosart, deren Verbreitungsgebiet sich auf die gemäßigte Klimazone bis hin zur subtropischen Klimazone konzentriert. Im Einzelnen ist dies der nordöstliche Teil Amerikas von Kanada bis Florida und Texas, Mittelamerika sowie Europa auf der östlichen Seite des Atlantik. Über weite Teile der Gebiete ist sie eine sehr verbreitete Art einer Reihe von minerotrophen Nassgebieten. Speziell ist sie reichlich in bewaldeten Sümpfen vertreten und zeigt häufig auch ruderalen Charakter. Mit anderen Arten der Sektion Sphagnum (Sphagnum centrale, Sphagnum palustre und Sphagnum papillosum) kann sie auch gemeinsam auftreten.

## Systematik
Sphagnum affine steht in der monogenerischen Familie der Sphagnaceae innerhalb der Gattung Torfmoose (Sphagnum) in der Sektion Sphagnum. Laut einer Veröffentlichung von Richard E. Andrus aus dem Jahre 1987 ist diese Art eng mit Sphagnum imbricatum, Austins Torfmoos Sphagnum austinii und Sphagnum steerei verwandt. Er stellt diese vier Arten in das Taxon Sphagnum imbricatum sensu lato.

## Gefährdung und Schutzmaßnahmen
Durch die Zerstörung der Lebensräume der Torfmoose ist auch Sphagnum affine stark gefährdet. Die Bundesrepublik Deutschland führt die Art in der Roten Liste gefährdeter Arten ebenso wie die Bundesländer Thüringen und Rheinland-Pfalz in der Gefährdungskategorie 2 („stark gefährdet“). Das Land Brandenburg bezeichnet die Art wegen extremer Seltenheit als potentiell gefährdet.
In der Roten Liste gefährdeter Arten der Schweiz wird Sphagnum affine in der Kategorie VU („verletzlich“) geführt.
Wie alle Arten der Torfmoose genießt Sphagnum affine mit der Fauna-Flora-Habitat-Richtlinie Nr. 92/43/EWG in der aktualisierten Fassung vom 1. Januar 2007 gewisse Schutzmechanismen. Die Art wird in Anhang V gelistet und kann so mit Entnahme- und Nutzungseinschränkungen belegt werden. Weiters wird ihr Lebensraum durch Aufnahme der „Sauren Moore mit Sphagnum“ in Anhang I unter Schutz gestellt, wodurch für diese Lebensräume besondere Schutzgebiete ausgewiesen werden müssen. Lebende Hochmoore und aktive Flächenmoore sind hier sogar als prioritär zu behandelnde Lebensraumtypen ausgewiesen.
Die deutsche Gesetzgebung definiert Sphagnum affine auf Basis des Bundesnaturschutzgesetzes BNSchG mit allen Arten der Gattung in der Bundesartenschutzverordnung BArtSchV als besonders geschützte Art.